# 永井信一
永井 信一（ながい しんいち、1925年12月9日 - ）は、日本の美術史家、美術評論家。女子美術大学名誉教授。

## 来歴
神戸市生まれ。本籍は群馬県。京城帝国大学予科在学中に敗戦を迎え、引揚後、旧制松本高等学校理科甲類に編入。1948年東北帝国大学文学部東洋芸術史学科卒業後、東北帝国大学助手、1949年女子美術大学芸術学部講師、助教授、教授を歴任。1989年から1991年まで女子美術大学付属高等学校・中学校長（第十代）。1991年に女子美術大学を定年退職し、名誉教授の称号を得る。同年、沖縄県立芸術大学教授に就任し、1999年に沖縄県立芸術大学を退職。

## 著書
- 風土に生きる仏像 里文出版 1991.3
- 日本・アジア美術探索 東信堂 2006.7 (世界美術双書)

### 翻訳
- 美と日本人の歴史 ブラッドレイ・スミス、金井圓共訳 文藝春秋新社 1964

## 共編著
- 日本近代美術の歩み 近代世界美術全集 第12巻 小倉忠夫・西沢信弥共著 社会思想社 1964 (現代教養文庫)
- 日本古寺巡礼 佐藤昭夫・水野敬三郎共著 社会思想社 1965 (現代教養文庫)
- 熊野 渡部雄吉写真 講談社 1967 (原色写真文庫)
- 美術の旅 旅の事典 日本縦断国宝・文化財案内 古屋信二共著 小学館 1967
- 美術史 日本 久野健・辻惟雄共著 近藤出版社 1970
- 美術館めぐり 三杉隆敏共著 文化出版局 1972 (女のひとり旅)
- 下村観山 現代日本の美術 1 集英社 1976
- 日本美術小事典 町田甲一共編 角川書店 1977.11 (角川小辞典)
- 円空と木喰 丸山尚一と解説 田枝幹宏写真 講談社 1978.9
- 日本古寺美術全集 第16巻 中尊寺とみちのくの古寺 集英社 1980.1
- 日本古寺美術全集 第17巻 鎌倉と東国の古寺 集英社 1981.1
- 日本古寺美術全集 第7巻 四天王寺と河内の古寺 集英社 1981.9
- 日本古寺美術全集 第18巻 北陸・信濃・東海の古寺 集英社 1983.3
- 明治・大正・昭和の仏画仏像 2 昭和編 1 小学館 1987.1
- 杉山寧/松岡映丘　小川正隆共編 集英社 1987.11（20世紀日本の美術 3）
- 遥かなる斑鳩の里 法隆寺と斑鳩・飛鳥の古寺　黒岩重吾共編 ぎょうせい 1989.2（日本美を語る 第1巻）

## 参考
- 著書の略歴